# Orange County Soccer Club
Orange County Soccer Club, anteriormente conhecido como Los Angeles Blues e Orange County Blues FC, é um clube de futebol da cidade de Irvine, Califórnia.

## História

### Los Angeles Blues (2010-2013)
O Los Angeles Blues foi anunciado como uma nova franquia da USL no dia 7 de novembro de 2010 Os dois primeiros jogos do clube na competição foram no Caribe, contra o Sevilla Puerto Rico e Antigua Barracuda. Na sua temporada de estreia a equipe chegou até as semifinais. A equipe utilizou esse nome entre as temporadas 2011 e 2013.

### Orange County Blues FC (2014-2017)
A equipe mudou de nome para o atual na temporada 2014. Nos dois ano seguintes em 2015 e 2016 a equipe chegou as semifinais da conferência.

### Orange County SC (2017-Atual)
O novo nome foi anunciado no dia 20 de janeiro de 2017. O objetivo do nome no time e do escudo é fazer a equipe se tornar a principal equipe de Orange County.

## Símbolos

### Escudo
| Evolução do Escudo do Orange County SC | Evolução do Escudo do Orange County SC | Evolução do Escudo do Orange County SC | Evolução do Escudo do Orange County SC | Evolução do Escudo do Orange County SC | Evolução do Escudo do Orange County SC | Evolução do Escudo do Orange County SC | Evolução do Escudo do Orange County SC | Evolução do Escudo do Orange County SC |
| 2010 – 2012                            | 2012 – 2013                            | 2014                                   | 2015 – 2017                            | 2017 – Atual                           |                                        |                                        |                                        |                                        |
| -------------------------------------- | -------------------------------------- | -------------------------------------- | -------------------------------------- | -------------------------------------- | -------------------------------------- | -------------------------------------- | -------------------------------------- | -------------------------------------- |